# Galactica (bướm đêm)
Galactica là một chi bướm đêm thuộc họ Galacticidae.